# Eberhard August Wilhelm von Zimmermann
Eberhard August Wilhelm von Zimmermann (Uelzen, 17 agosto 1743 – Braunschweig, 4 luglio 1815) è stato un geografo e zoologo tedesco.
Zimmermann fu Professore di Scienze Naturali a Brunswick. Scrisse Specimen Zoologiae Geographicae Quadrupedum (1777), una tra le prime opere sulla distribuzione geografica dei mammiferi.
Massone, fu membro della loggia Jonathan di Brunswick, della quale fu Maestro venerabile.

## Opere

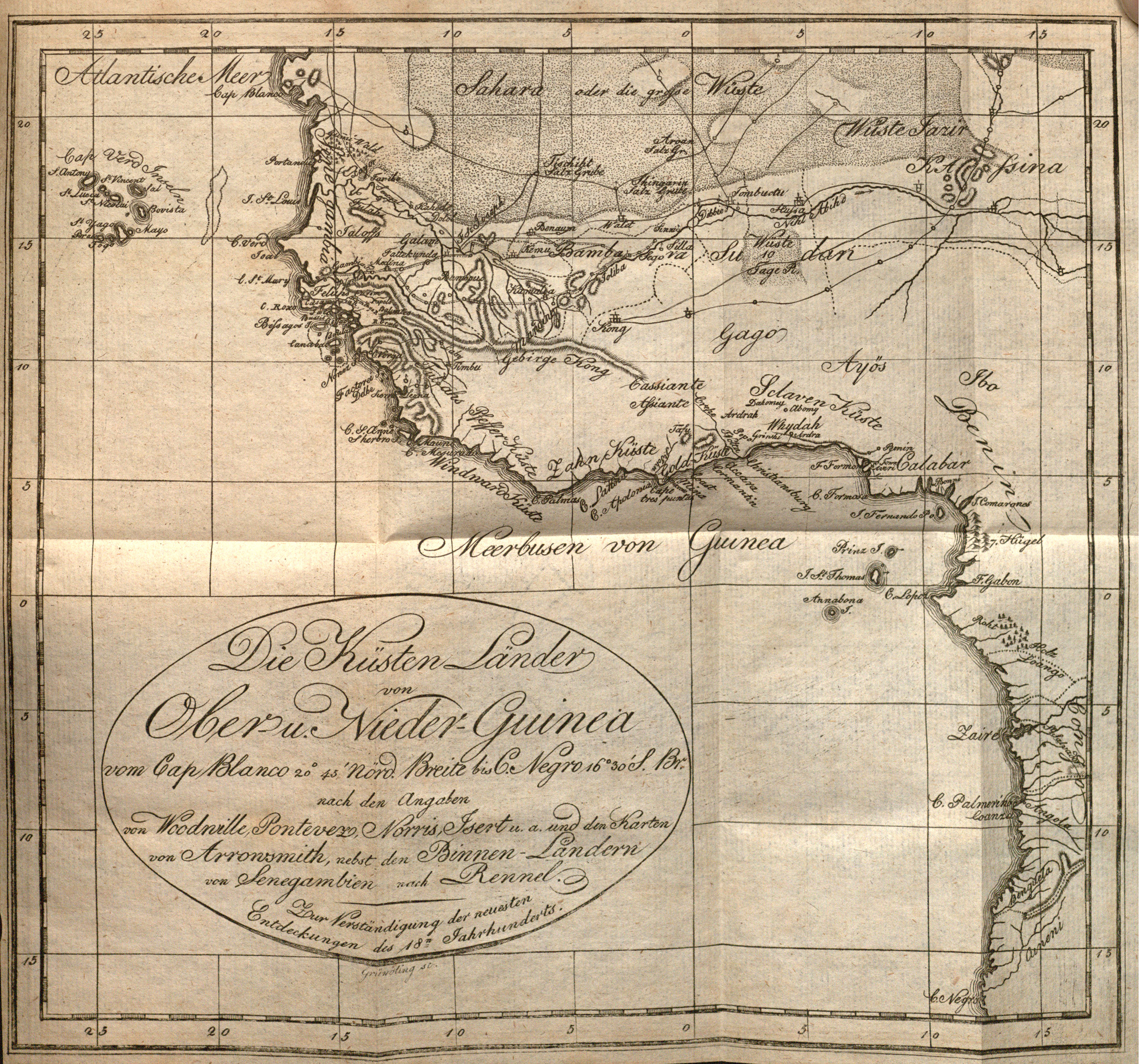
Zimmermann, Die Küsten Länder von Ober- u. Nieder-Guinea, 1802

- Geographische geschichte des menschen und der allgemein verbreiteten vierfüssigen thiere, 3 volumi (1779–1783) - Storia geografica dell'uomo e la distribuzione generale dei quadrupedi
- Über die Elastizität des Wassers, 1779 - Sull'elasticità dell'acqua.
- Voyage a la nitrière naturelle qui se trouve à Molfetta dans la terre de Bari en Pouille, Venice, Jacque Storti, 1790.
- Frankreich und die Freistaaten von Nordamerika, (part I, 1795; part II, 1800) - La Francia e gli stati liberi dell'America del Nord.
- Die erde und ihre bewohner. Ein lesebuch für geographie, völkerkunde produktenlehre und den handel, 5 volumes (1810–1814) -  La Terra e i suoi abitanti. Un libro di geografia, etnologia, ecc.[1][2][3]

| Zimmermann è l'abbreviazione standard utilizzata per le specie animali descritte da Eberhard August Wilhelm von Zimmermann. Categoria:Taxa classificati da Eberhard August Wilhelm von Zimmermann |